# Scott Arniel
Scott William Arniel, född 17 september 1962, är en kanadensisk ishockeytränare och före detta professionell ishockeyforward som är tränare för Winnipeg Jets i National Hockey League (NHL) sedan den 24 maj 2024.

## Spelare
Arniel som spelare tillbringade elva säsonger i NHL, där han spelade för Winnipeg Jets (1972–1996), Buffalo Sabres och Boston Bruins. Han producerade 338 poäng (149 mål och 189 assists) samt drog på sig 599 utvisningsminuter på 730 grundspelsmatcher.
Arniel spelade också för New Haven Nighthawks och Maine Mariners i American Hockey League (AHL); San Diego Gulls, Houston Aeros, Utah Grizzlies och Manitoba Moose i International Hockey League (IHL) samt Kingston Canadians och Cornwall Royals i LHJMQ (även i OHL).
Han draftades av Winnipeg Jets i andra rundan i 1981 års draft som 22:a spelare totalt.

### Statistik
| 1978–1979    | Kingston Canadians   | LHJMQ        | —   | —   | —   | —   | —   | 3  | 0  | 1  | 1  | 0  |
| 1979–1980    | Cornwall Royals      | LHJMQ        | 61  | 22  | 28  | 50  | 49  | 18 | 6  | 6  | 12 | 24 |
| 1980–1981    | Cornwall Royals      | LHJMQ        | 68  | 52  | 71  | 123 | 102 | 19 | 14 | 19 | 33 | 24 |
| 1981–1982    | Winnipeg Jets        | NHL          | 17  | 1   | 8   | 9   | 14  | 3  | 0  | 0  | 0  | 0  |
|              | Cornwall Royals      | OHL          | 24  | 18  | 26  | 44  | 43  | —  | —  | —  | —  | —  |
| 1982–1983    | Winnipeg Jets        | NHL          | 75  | 13  | 5   | 18  | 46  | 2  | 0  | 0  | 0  | 0  |
| 1983–1984    | Winnipeg Jets        | NHL          | 80  | 21  | 35  | 56  | 68  | 2  | 0  | 0  | 0  | 5  |
| 1984–1985    | Winnipeg Jets        | NHL          | 79  | 22  | 22  | 44  | 81  | 8  | 1  | 2  | 3  | 9  |
| 1985–1986    | Winnipeg Jets        | NHL          | 80  | 18  | 25  | 43  | 40  | 3  | 0  | 0  | 0  | 12 |
| 1986–1987    | Buffalo Sabres       | NHL          | 63  | 11  | 14  | 25  | 59  | —  | —  | —  | —  | —  |
| 1987–1988    | Buffalo Sabres       | NHL          | 73  | 17  | 23  | 40  | 61  | 6  | 0  | 1  | 1  | 5  |
| 1988–1989    | Buffalo Sabres       | NHL          | 80  | 18  | 23  | 41  | 46  | 5  | 1  | 0  | 1  | 4  |
| 1989–1990    | Buffalo Sabres       | NHL          | 79  | 18  | 14  | 32  | 77  | 5  | 1  | 0  | 1  | 4  |
| 1990–1991    | Winnipeg Jets        | NHL          | 75  | 5   | 17  | 22  | 87  | —  | —  | —  | —  | —  |
| 1991–1992    | Boston Bruins        | NHL          | 29  | 5   | 3   | 8   | 20  | —  | —  | —  | —  | —  |
|              | New Haven Nighthawks | AHL          | 11  | 3   | 3   | 6   | 10  | —  | —  | —  | —  | —  |
|              | Maine Mariners       | AHL          | 14  | 4   | 4   | 8   | 8   | —  | —  | —  | —  | —  |
| 1992–1993    | San Diego Gulls      | IHL          | 79  | 35  | 48  | 83  | 116 | 14 | 6  | 5  | 11 | 16 |
| 1993–1994    | San Diego Gulls      | IHL          | 79  | 34  | 43  | 77  | 121 | 7  | 6  | 3  | 9  | 24 |
| 1994–1995    | Houston Aeros        | IHL          | 72  | 37  | 40  | 77  | 102 | 4  | 1  | 0  | 1  | 10 |
| 1995–1996    | Houston Aeros        | IHL          | 64  | 18  | 28  | 46  | 94  | —  | —  | —  | —  | —  |
|              | Utah Grizzlies       | IHL          | 14  | 3   | 3   | 6   | 29  | 22 | 10 | 7  | 17 | 28 |
| 1996–1997    | Manitoba Moose       | IHL          | 73  | 23  | 27  | 50  | 67  | —  | —  | —  | —  | —  |
| 1997–1998    | Manitoba Moose       | IHL          | 79  | 28  | 42  | 70  | 84  | 3  | 1  | 0  | 1  | 10 |
| 1998–1999    | Manitoba Moose       | IHL          | 70  | 16  | 35  | 51  | 82  | 5  | 1  | 2  | 3  | 0  |
| NHL totalt   | NHL totalt           | NHL totalt   | 730 | 149 | 189 | 338 | 599 | 34 | 3  | 3  | 6  | 39 |
| AHL totalt   | AHL totalt           | AHL totalt   | 25  | 7   | 7   | 14  | 18  | —  | —  | —  | —  | —  |
| IHL totalt   | IHL totalt           | IHL totalt   | 530 | 194 | 266 | 460 | 695 | 55 | 25 | 17 | 42 | 88 |
| LHJMQ totalt | LHJMQ totalt         | LHJMQ totalt | 129 | 74  | 99  | 173 | 151 | 37 | 20 | 25 | 45 | 48 |

#### Internationellt
| Källa:        | Källa:        | Källa:        |         | Utv = Utvisningsminuter | Utv = Utvisningsminuter | Utv = Utvisningsminuter | Utv = Utvisningsminuter | Utv = Utvisningsminuter |
| År            | Lag           | Mästerskap    | Matcher | Mål                     | Assists                 | Poäng                   | Utv                     |                         |
| ------------- | ------------- | ------------- | ------- | ----------------------- | ----------------------- | ----------------------- | ----------------------- | ----------------------- |
| 1981          | Kanada        | JVM           | 5       | 3                       | 1                       | 4                       | 4                       |                         |
| 1982          | Kanada        | JVM           | 7       | 5                       | 6                       | 11                      | 4                       |                         |
| Senior totalt | Senior totalt | Senior totalt | 12      | 8                       | 7                       | 15                      | 8                       |                         |

## Tränare
Arniel har varit assisterande tränare för Houston Aeros, Manitoba Moose, Buffalo Sabres, New York Rangers, Washington Capitals och Winnipeg Jets. Han har även varit tränare för Manitoba Moose, Columbus Blue Jackets och Chicago Wolves. Den 24 maj 2024 blev det klart att Winnipeg Jets hade befordrat Arniel till att ersätta Rick Bowness som tränare för Jets.

### Statistik
Källa: 
| Lag                   | Säsong    | Grundserie | Grundserie | Grundserie | Grundserie         | Grundserie | Grundserie     | Slutspel            |  |
| Lag                   | Säsong    | Matcher    | Vinster    | Förluster  | Övertids förluster | Poäng      | Placering      | Resultat            |  |
| --------------------- | --------- | ---------- | ---------- | ---------- | ------------------ | ---------- | -------------- | ------------------- |  |
| Columbus Blue Jackets | 2010–2011 | 82         | 34         | 35         | 13                 | 81         | 5:a i Atlantic | Missade slutpspel.  |  |
| Columbus Blue Jackets | 2011–2012 | 41         | 11         | 25         | 5                  | 27         | 5:a i Central  | (Sparkad)           |  |
| Winnipeg Jets         | 2024–2025 |            |            |            |                    |            | ?:a i Central  | Säsong ej påbörjad. |  |
| Totalt                | Totalt    | 123        | 45         | 60         | 18                 | 108        |                |                     |  |